# Punktefahren

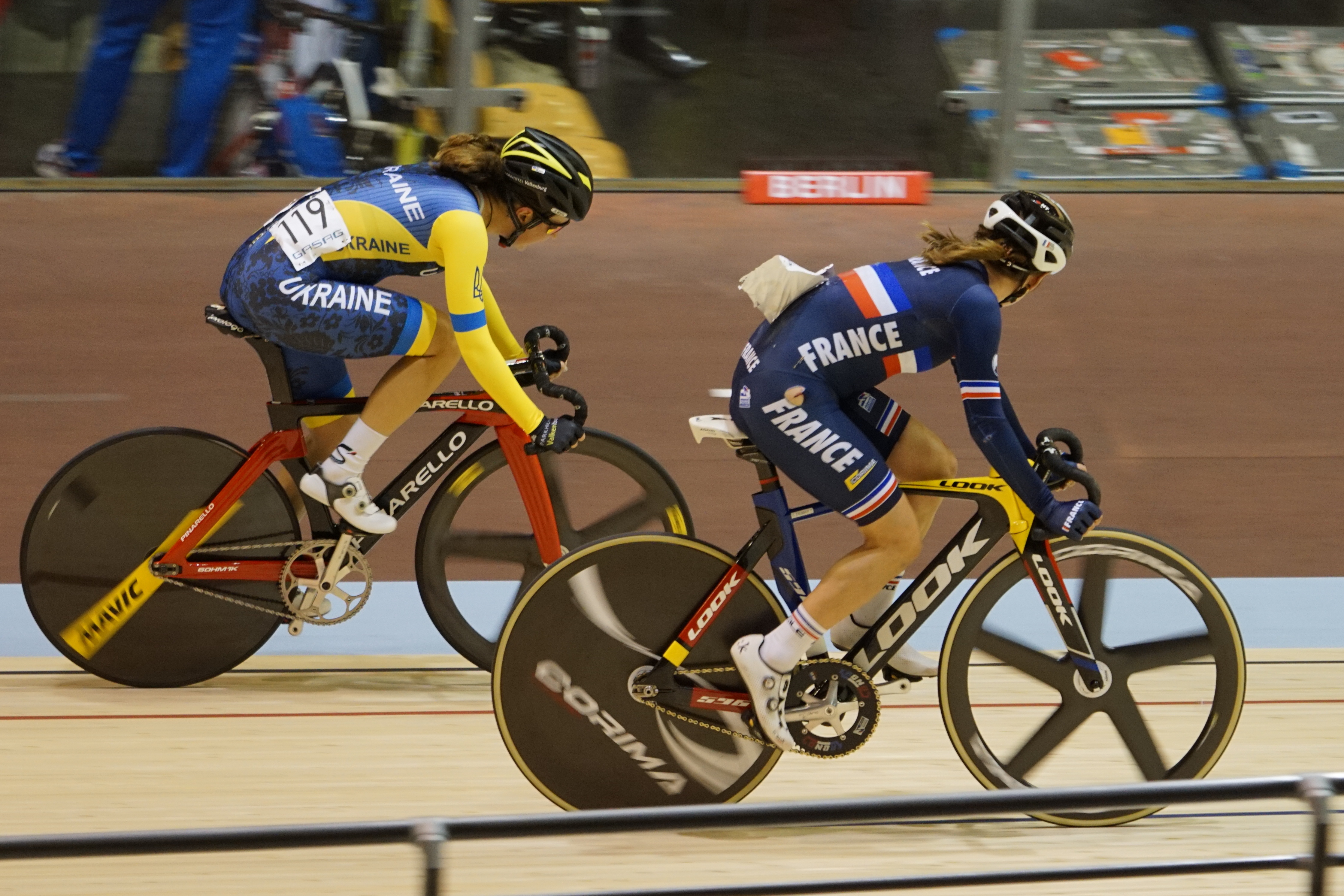
Punktefahren der Frauen bei den Bahnradsport-Europameisterschaften 2017.

Das Punktefahren ist eine Disziplin des Bahnradsports. Es gehört zu den Ausdauerdisziplinen mit Massenstart. Punktefahren wird als Einzeldisziplin wie auch als Teil des Omniums ausgetragen. Die Regeln des Punktefahrens finden zudem sinngemäß Anwendung im Zweier-Mannschaftsfahren (Madison) und im Temporennen.

## Regeln
Die Regeln fürs Punktefahren werden durch Abschnitt 3.2 § 7 des UCI-Regelwerks festgelegt. Die zu fahrende Distanz ist von der Kategorie abhängig und beträgt bei wichtigen Veranstaltungen (Weltmeisterschaften, Nations Cup etc.) 40 Kilometer für Männer, 25 Kilometer für Frauen und Junioren und 20 Kilometer für Juniorinnen. Ziel ist es allerdings nicht, die Distanz als erster zurückzulegen, sondern über das Rennen hinweg Punkte zu sammeln. Dies kann auf zwei Wegen geschehen:
- Bei Zwischensprints, in denen die ersten vier Fahrer 5, 3, 2 bzw. 1 Punkt erhalten; im letzten Sprint sind die Punkte verdoppelt (10, 6, 4, 2). Zwischensprints werden alle zehn Runden ausgefahren, bei Bahnen ab 333 Metern Länge alle fünf Runden. Bei Zwischensprints sind die Regeln der Sprint-Disziplin maßgeblich.
- Durch Rundengewinn, wobei ein oder mehrere Fahrer den Rest des Felds überrunden, wofür 20 Punkte vergeben werden. Als Hauptfeld gilt die größte Gruppe von Fahrern, die auf der Bahn unterwegs sind, wobei die letzte Entscheidung über deren Lage der Rennjury obliegt.[1] Nach einem Rundengewinn reihen sich die Fahrer wieder im Feld ein und werden beim nächsten Zwischensprint nicht mehr gesondert betrachtet. Erfolgt ein Rundengewinn allerdings während einer Sprintrunde, erhalten die Fahrer zusätzlich die Punkte für den Sprint.

Gewonnen hat, wer am Ende die meisten Punkte errungen hat. Im Falle von Punktgleichheit zählt die Reihenfolge der Zielankunft.
Die Maximalzahl der Fahrer, die an einem Lauf teilnehmen können, ist abhängig von der Bahnlänge; bei 250-Meter-Bahnen beträgt sie 24. Nehmen mehr Fahrer an einem Wettbewerb teil, wird zunächst eine Qualifikation mit reduzierter Distanz ausgetragen.
Holen Fahrer, die vor dem Hauptfeld liegen, solche ein, die dahinter zurückliegen, dürfen letztere keine Führungsarbeit für erstere leisten. Sie dürfen aber in deren Sog mitfahren, um wieder zum Hauptfeld zurückzugelangen. Fahrer, die eine Runde auf das Hauptfeld verlieren, erhalten einen Abzug von 20 Punkten, so dass das Punktekonto negativ sein kann. Wer eine oder mehrere Runden zurückliegt, kann nach Ermessen der Jury aus dem Rennen genommen werden. Wie auch bei anderen Rennen mit Massenstart kann bei Stürzen oder Pannen einzelner Fahrer eine Neutralisation verhängt werden; die Betroffenen haben dann fünf Runden Zeit, wieder ins Rennen zurückzukehren. Bei Massenstürzen kann auch eine Unterbrechung oder gar ein Neustart erforderlich sein.

## Entwicklung
Das Punkterennen gehört, in wechselnden Austragungsformen, zu den ältesten Bahnradsport-Disziplinen überhaupt, hatte aber lange Zeit keinen gehobenen Status. Eine Austragung bei den Olympischen Sommerspielen 1900 wurde erst viele Jahrzehnte später als olympischer Wettbewerb anerkannt (siehe dort). Unstreitig war das Punktefahren von 1984 bis 2008 im olympischen Radsport-Programm, dann verschwand es zugunsten des Omniums. Bei Bahnradsport-Weltmeisterschaften stand das Punktefahren erstmals 1977 für Amateure im Programm, seit 1980 auch für Profis. Seit 1993 wird nicht mehr zwischen Amateuren und Profis unterschieden.
Bis zu einer Regeländerung Anfang 2002 wurden für Rundengewinne keine Punkte vergeben; stattdessen wurden Fahrer erst nach gefahrenen Runden und dann erst nach Punkten klassiert. Ein Fahrer konnte also durchaus mehr Punkte haben als ein Konkurrent; wenn dieser einen Rundengewinn herausgefahren hatte, wurde er trotzdem vor dem Fahrer mit mehr Punkten platziert. Seit 2002 zählen nur noch die erzielten Punkte (eingedenk der 20 für einen Rundengewinn), was bei der WM 2002 erstmals Anwendung fand.
Die Verdoppelung der Punkte im letzten Sprint war 2002 ebenfalls abgeschafft worden und wurde im Oktober 2016 wieder eingeführt. Die Regelung, dass bei Rundengewinn in einer Sprintrunde auch Sprintpunkte an die Führenden vergeben werden, wurde 2023 eingeführt.

## Ergebnisse bei Bahnradsport-Weltmeisterschaften

### Männer
Im Jahr 1993 wurde die Trennung zwischen Profis und Amateuren aufgehoben. Seitdem finden die Bahn-Weltmeisterschaften in der neuen Elite-Kategorie statt.
In den Jahren der Olympischen Spiele 1984, 1988 und 1992 wurde der Amateur-Wettbewerb bei Weltmeisterschaften nicht ausgetragen.

#### Amateure bis 1991

Punktefahren der Amateure bei den Bahnradsport-Weltmeisterschaften 1983.

| Jahr | Gold               | Silber                | Bronze               |
| ---- | ------------------ | --------------------- | -------------------- |
| 1977 | Constant Tourné    | Jan Faltyn            | Nicolai Makarow      |
| 1978 | Noël Dejonckheere  | Walter Baumgartner    | Jean-Jacques Rebière |
| 1979 | Igor Sláma         | Pierangelo Bincoletto | Urs Freuler          |
| 1980 | Gary Sutton        | Wiktor Manakow        | Josef Kristen        |
| 1981 | Lutz Haueisen      | Leonard Nitz          | Michael Marcussen    |
| 1982 | Hans-Joachim Pohl  | Michael Marcussen     | Karl Krenauer        |
| 1983 | Michael Marcussen  | Hans-Joachim Pohl     | Jonas Romanovas      |
| 1985 | Martin Penc        | Philippe Grivel       | Dan Frost            |
| 1986 | Dan Frost          | Olaf Ludwig           | Leonard Nitz         |
| 1987 | Marat Ganejew      | Uwe Messerschmidt     | Pascal Lino          |
| 1989 | Marat Satybaldijew | Fabio Baldato         | Leo Peelen           |
| 1990 | Stephen McGlede    | Bruno Risi            | Jan Bo Petersen      |
| 1991 | Bruno Risi         | Stephen McGlede       | Jan Bo Petersen      |

#### Profis bis 1992
| Jahr | Gold                 | Silber             | Bronze                |
| ---- | -------------------- | ------------------ | --------------------- |
| 1980 | Constant Tourné      | Giovanni Mantovani | Heinz Betz            |
| 1981 | Urs Freuler          | Danny Clark        | Giuseppe Saronni      |
| 1982 | Urs Freuler          | Gary Sutton        | Roman Hermann         |
| 1983 | Urs Freuler          | Guido Bontempi     | Gary Sutton           |
| 1984 | Urs Freuler          | Gary Sutton        | Henry Rinklin         |
| 1985 | Urs Freuler          | Hans Ledermann     | Stefano Allocchio     |
| 1986 | Urs Freuler          | Michel Vaarten     | Stefano Allocchio     |
| 1987 | Urs Freuler          | Tony Doyle         | Roger Ilegems         |
| 1988 | Daniel Wyder         | Adriano Baffi      | Michael Marcussen     |
| 1989 | Urs Freuler          | Gary Sutton        | Martin Penc           |
| 1990 | Laurent Biondi       | Michael Marcussen  | Danny Clark           |
| 1991 | Wjatscheslaw Jekimow | Francis Moreau     | Peter Pieters         |
| 1992 | Bruno Risi           | Jonas Romanovas    | Juan Esteban Curuchet |

#### Elite ab 1993
| Jahr | Gold                 | Silber                | Bronze                |
| ---- | -------------------- | --------------------- | --------------------- |
| 1993 | Etienne De Wilde     | Éric Magnin           | Wassyl Jakowlew       |
| 1994 | Bruno Risi           | Jan Bo Petersen       | Franz Stocher         |
| 1995 | Silvio Martinello    | Remigijus Lupeikis    | Sergei Lawrenenko     |
| 1996 | Joan Llaneras        | Michael Sandstød      | Silvio Martinello     |
| 1997 | Silvio Martinello    | Bruno Risi            | Joan Llaneras         |
| 1998 | Joan Llaneras        | Andreas Kappes        | Silvio Martinello     |
| 1999 | Bruno Risi           | Wassyl Jakowlew       | Ho Sung Cho           |
| 2000 | Joan Llaneras        | Matthew Gilmore       | Franz Stocher         |
| 2001 | Bruno Risi           | Juan Esteban Curuchet | Franz Stocher         |
| 2002 | Chris Newton         | Franz Stocher         | Juan Esteban Curuchet |
| 2003 | Franz Stocher        | Joan Llaneras         | Jos Pronk             |
| 2004 | Franck Perque        | Milton Wynants        | Juan Esteban Curuchet |
| 2005 | Wolodymyr Rybin      | Ioannis Tamouridis    | Joan Llaneras         |
| 2006 | Peter Schep          | Rafał Ratajczyk       | Wassil Kiryjenka      |
| 2007 | Joan Llaneras        | Iljo Keisse           | Michail Ignatjew      |
| 2008 | Wassil Kiryjenka     | Christophe Riblon     | Peter Schep           |
| 2009 | Cameron Meyer        | Daniel Kreutzfeldt    | Chris Newton          |
| 2010 | Cameron Meyer        | Peter Schep           | Milan Kadlec          |
| 2011 | Edwin Ávila          | Cameron Meyer         | Morgan Kneisky        |
| 2012 | Cameron Meyer        | Ben Swift             | Kenny De Ketele       |
| 2013 | Simon Yates          | Eloy Teruel           | Kirill Sweschnikow    |
| 2014 | Edwin Ávila          | Thomas Scully         | Eloy Teruel           |
| 2015 | Artur Jerschow       | Eloy Teruel           | Maximilian Beyer      |
| 2016 | Jonathan Dibben      | Andreas Graf          | Kenny De Ketele       |
| 2017 | Cameron Meyer        | Kenny De Ketele       | Wojciech Pszczolarski |
| 2018 | Cameron Meyer        | Jan-Willem van Schip  | Mark Stewart          |
| 2019 | Jan-Willem van Schip | Sebastián Mora        | Mark Downey           |
| 2020 | Corbin Strong        | Sebastián Mora        | Roy Eefting           |
| 2021 | Benjamin Thomas      | Kenny De Ketele       | Vincent Hoppezak      |
| 2022 | Yoeri Havik          | Roger Kluge           | Fabio Van den Bossche |
| 2023 | Aaron Gate           | Albert Torres         | Fabio Van den Bossche |
| 2024 | Sebastián Mora       | Niklas Larsen         | Philip Heijnen        |

### Frauen
| Jahr | Gold                   | Silber                | Bronze                |
| ---- | ---------------------- | --------------------- | --------------------- |
| 1988 | Sally Hodge            | Barbara Ganz          | Monica de Bruin       |
| 1989 | Jeannie Longo          | Barbara Ganz          | Janie Eickhoff        |
| 1990 | Karen Holliday         | Swetlana Samochwalowa | Kristel Werckx        |
| 1991 | Ingrid Haringa         | Kristel Werckx        | Janie Eickhoff        |
| 1992 | Ingrid Haringa         | Barbara Ganz          | Janie Eickhoff        |
| 1993 | Ingrid Haringa         | Swetlana Samochwalowa | Jessica Grieco        |
| 1994 | Ingrid Haringa         | Swetlana Samochwalowa | Ludmilla Goronskaja   |
| 1995 | Swetlana Samochwalowa  | Nada Cristofoli       | Nathalie Lancien      |
| 1996 | Swetlana Samochwalowa  | Jane E. Quigley       | Gulnara Fatkulina     |
| 1997 | Natalja Karimowa       | Teodora Ruano Sanchón | Belem Guerrero        |
| 1998 | Teodora Ruano Sanchón  | Belem Guerrero        | Olga Sljussarewa      |
| 1999 | Marion Clignet         | Judith Arndt          | Sarah Ulmer           |
| 2000 | Marion Clignet         | Judith Arndt          | Olga Sljussarewa      |
| 2001 | Olga Sljussarewa       | Katherine Bates       | Belem Guerrero        |
| 2002 | Olga Sljussarewa       | Lada Kozlikowa        | Vera Carrara          |
| 2003 | Olga Sljussarewa       | Edita Kubelskiene     | Yoanka González Pérez |
| 2004 | Olga Sljussarewa       | Vera Carrara          | Belem Guerrero        |
| 2005 | Vera Carrara           | Olga Sljussarewa      | Katherine Bates       |
| 2006 | Vera Carrara           | Olga Sljussarewa      | Gema Pascual          |
| 2007 | Katherine Bates        | Mie Bekker Lacota     | Catherine Cheatley    |
| 2008 | Marianne Vos           | Trine Schmidt         | Vera Carrara          |
| 2009 | Giorgia Bronzini       | Yumari González       | Elizabeth Armitstead  |
| 2010 | Tara Whitten           | Lauren Ellis          | Tatjana Scharakowa    |
| 2011 | Tatjana Scharakowa     | Jarmila Machačová     | Giorgia Bronzini      |
| 2012 | Anastassija Tschulkowa | Jasmin Glaesser       | Caroline Ryan         |
| 2013 | Jarmila Machačová      | Sofía Arreola         | Giorgia Bronzini      |
| 2014 | Amy Cure               | Stephanie Pohl        | Jasmin Glaesser       |
| 2015 | Stephanie Pohl         | Minami Uwano          | Kimberley Geist       |
| 2016 | Katarzyna Pawłowska    | Jasmin Glaesser       | Arlenis Sierra        |
| 2017 | Elinor Barker          | Sarah Hammer          | Kirsten Wild          |
| 2018 | Kirsten Wild           | Jennifer Valente      | Jasmin Duehring       |
| 2019 | Alexandra Manly        | Lydia Boylan          | Kirsten Wild          |
| 2020 | Elinor Barker          | Jennifer Valente      | Anita Yvonne Stenberg |
| 2021 | Lotte Kopecky          | Katie Archibald       | Kirsten Wild          |
| 2022 | Neah Evans             | Julie Leth            | Jennifer Valente      |
| 2023 | Lotte Kopecky          | Georgia Baker         | Tsuyaka Uchino        |
| 2024 | Julie Leth             | Lotte Kopecky         | Lara Gillespie        |